# اولگینسکویه (باشقیرستان)
اولگینسکویه (انگلیسی: Olginskoye, Republic of Bashkortostan) یک شهرک در شهرستان ایگلینسکی استان باشقیرستان کشور روسیه است.